# Oreinotinus acutifolius
Oreinotinus acutifolius là một loài thực vật có hoa trong họ Kim ngân. Loài này được (Benth.) Oerst. mô tả khoa học đầu tiên năm 1860.